# 彩姫
合資会社彩姫は、東京都町田市に本社をおく主にゲームのグラフィック業務を外注として請け負う日本の合資会社である。
フリーソフトゲームのブランドとしてAYAHIME GAMEZを持つ。

## 会社概要
- 本社：東京都町田市
- 従業員数：5名

## 事業内容
- コンピュータグラフィックデザイン業
- ソフトウェアの企画・開発・販売
- インターネットのサーバーのデータ保存領域の貸与
- 玩具の製作用データの制作
- 携帯電話用のウェブコンテンツの企画・制作・運営
- 携帯電話用のソフトウェアの企画・開発・販売

## 沿革
- 2002年 - 個人事業として設立
- 2004年11月 - 法人化により会社として設立

## 作品一覧
ここでは、彩姫としての業務についてのみを扱う。なお括弧内は発売元のブランド名である。自社ブランドのフリーソフトについてはAYAHIME GAMEZの項を、法人化以前およびゲームソフト以外については公式サイトの業務履歴をそれぞれ参照されたい。
- ゲームソフト（2005年11月以降に発売のもの）
  - みこ×もの（パティスリー） - グラフィック
  - Yo-Jin-Bo ～運命のフロイデ～ Rocks（TWOFIVE） - パッケージ着色
  - Yo-Jin-Bo ～運命のフロイデ～（TWOFIVE） - ALLグラフィック
  - は～とぶれいく（パティスリー） - ALLグラフィック
  - ハンクス・ワークショップ！（Futuregames） - グラフィック
  - 六ツ星きらり（千世） - グラフィック、特典テレカ着色